# Todor Neikov
Todor Petrov Neikov, en búlgaro original Тодор Петров Нейков (1913 - 1984) fue un hispanista y traductor búlgaro.
Su padre era diplomático. Estudió latín y se diplomó en derecho en Francia; luego trabajó durante cuatro años en Alemania, aprendiendo también su lengua. En 1942 llegó a Madrid como secretario de la Embajada, sin conocer el español, que aprendió rápidamente. Hizo amistad con el escritor y eslavista Juan Eduardo Zúñiga, con el cual tradujo algunas obras del búlgaro y reunió en su casa una tertulia de escritores madrileños. Pero como en 1945 se rompieron las relaciones diplomáticas entre los dos países, tuvo que volver a su país, donde tradujo el Quijote al búlgaro, (Znamenitiiat idalgo don Kijot de la Mancha) obra que en 1970 y 1980 tuvo nuevas ediciones corregidas, y luego textos de Miguel de Unamuno y de José Ortega y Gasset, entre otros. Tradujo también Bulgaria, tierra de civilizaciones antiquas (Sofia: Ed. de libros en lenguas extranjeras, 1961). 
Dirigió la sección de español de la agencia Sofía Press, para la cual tradujo también muchos textos de carácter político-social. Fue profesor de español durante once años en el Instituto de Lenguas de Sofía y colaboró con Emilia Tsenkova en el Diccionario español-búlgaro y búlgaro-español. En 1983 su trabajo fue reconocido por el Ministerio de Cultura de España con el Premio Nacional de Fomento de la Traducción de Autores Españoles